# Xã Eureka, Quận Brookings, South Dakota
Xã Eureka (tiếng Anh: Eureka Township) là một xã thuộc quận Brookings, tiểu bang Nam Dakota, Hoa Kỳ. Năm 2010, dân số của xã này là 158 người.